# Himertosoma infantile
Himertosoma infantile là một loài tò vò trong họ Ichneumonidae.